# 브루티 마 부오니

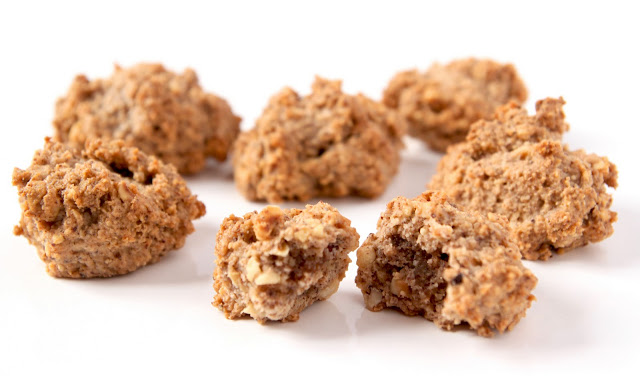
Bruttiboni

브루티 마 부오니(이탈리아어: brutti ma buoni)는 아몬드 맛이 나는 비스킷으로 이탈리아의 중부 도시인 프라토에서 유래했다.
이 쿠키는 머랭을 포함하여 만들어진다. 달걀 흰자와 설탕 혼합물; 구운 다진 견과류와 함께. 쿠키는 겉은 바삭하고 속은 부드러운 식감이다. 다른 많은 이탈리아 쿠키와 마찬가지로 기원에 대해서는 논란이 있지만 적어도 1800년대 중반부터 만들어졌다.